# Sancta Dei Civitas
Sancta Dei Civitas è la sesta enciclica di papa Leone XIII, pubblicata il 3 dicembre 1880.
Il Papa affronta il tema delle missioni, denuncia le difficoltà conosciute dall'attività missionaria e afferma l'esigenza di promuovere e sostenere l'attività di tutte le opere di sostegno delle missioni, tra cui Leone XIII segnala: l'Opera della Propagazione della Fede di Pauline Marie Jaricot, della Santa Infanzia di Gesù Cristo e delle Scuole d'Oriente.
Una successiva enciclica dedicata alle missioni è la Catholicae Ecclesiae, del 20 novembre 1890.